# Millersburg (Oregon)
Pour les articles homonymes, voir Millersburg.
Millersburg est une ville des États-Unis d'Amérique, située dans l'État de l'Oregon et dans le comté de Linn.

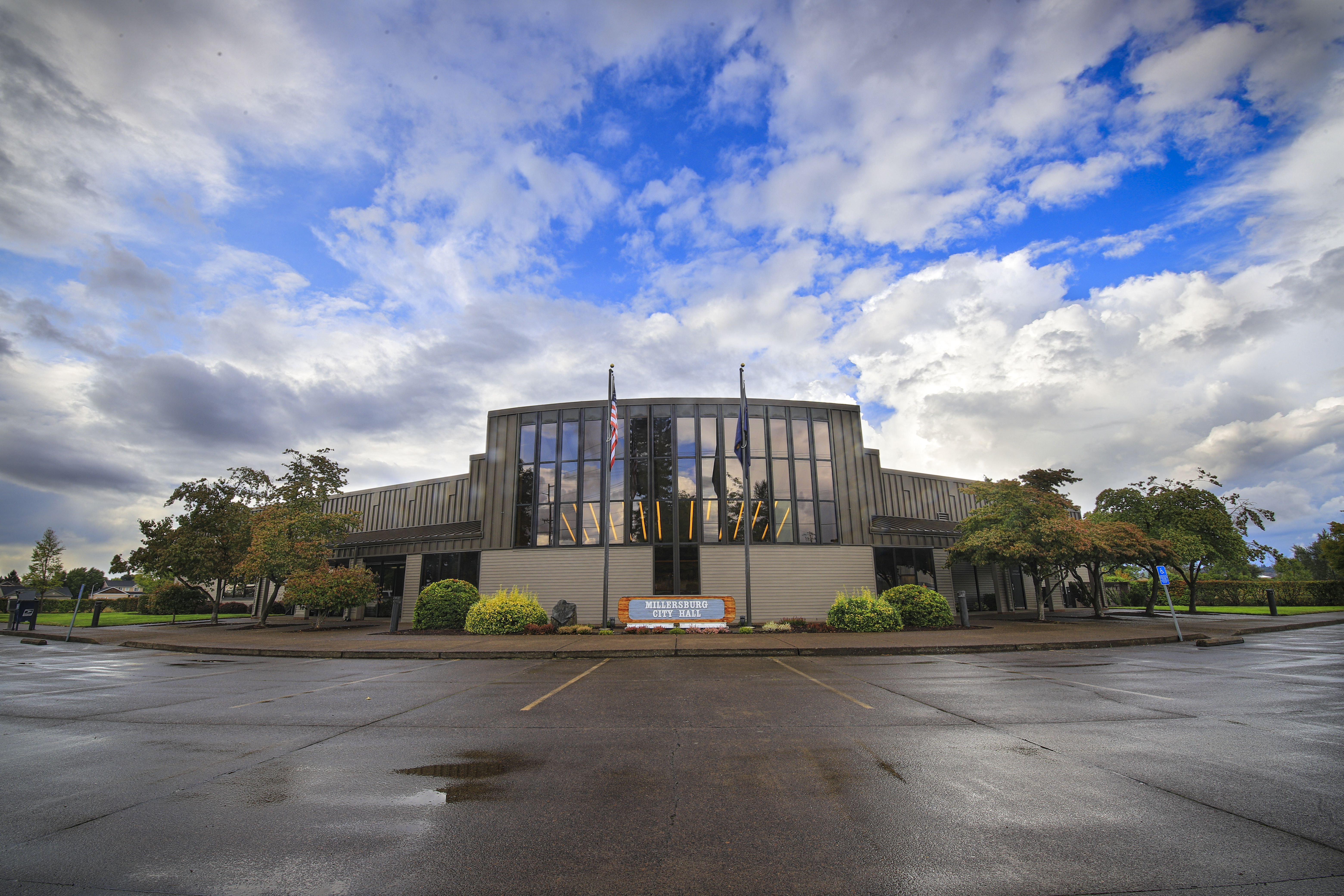

## Démographie
Au recensement de 2010, sa population était de 1 329 habitants dont 504 ménages et 387 familles résidentes. La densité de population était de 115,8 hab/km2
La répartition ethnique était de 91,9 % d'Euro-Américains et 8,1 % d'autres races.
En 2000, le revenu moyen par habitant était de 16 964 dollars avec 8,7 % vivant sous le seuil de pauvreté.

## Source
- (en) Cet article est partiellement ou en totalité issu de l’article de Wikipédia en anglais intitulé « Millersburg, Oregon » (voir la liste des auteurs).